# Tắc kè lùn William
Tắc kè lùn William hay Tắc kè xanh điện (danh pháp hai phần: Lygodactylus williamsi) là một loài bò sát thuộc Cận bộ Tắc kè. Loài này được tìm thấy lần đầu bởi nhà sinh học Ernest Edward Williams vào thập niên 1950. Chúng được tìm thấy ở rừng Kimboza ở đông Tanzania và được Arthur Loveridge phân loại vào năm 1952.

## Hình ảnh

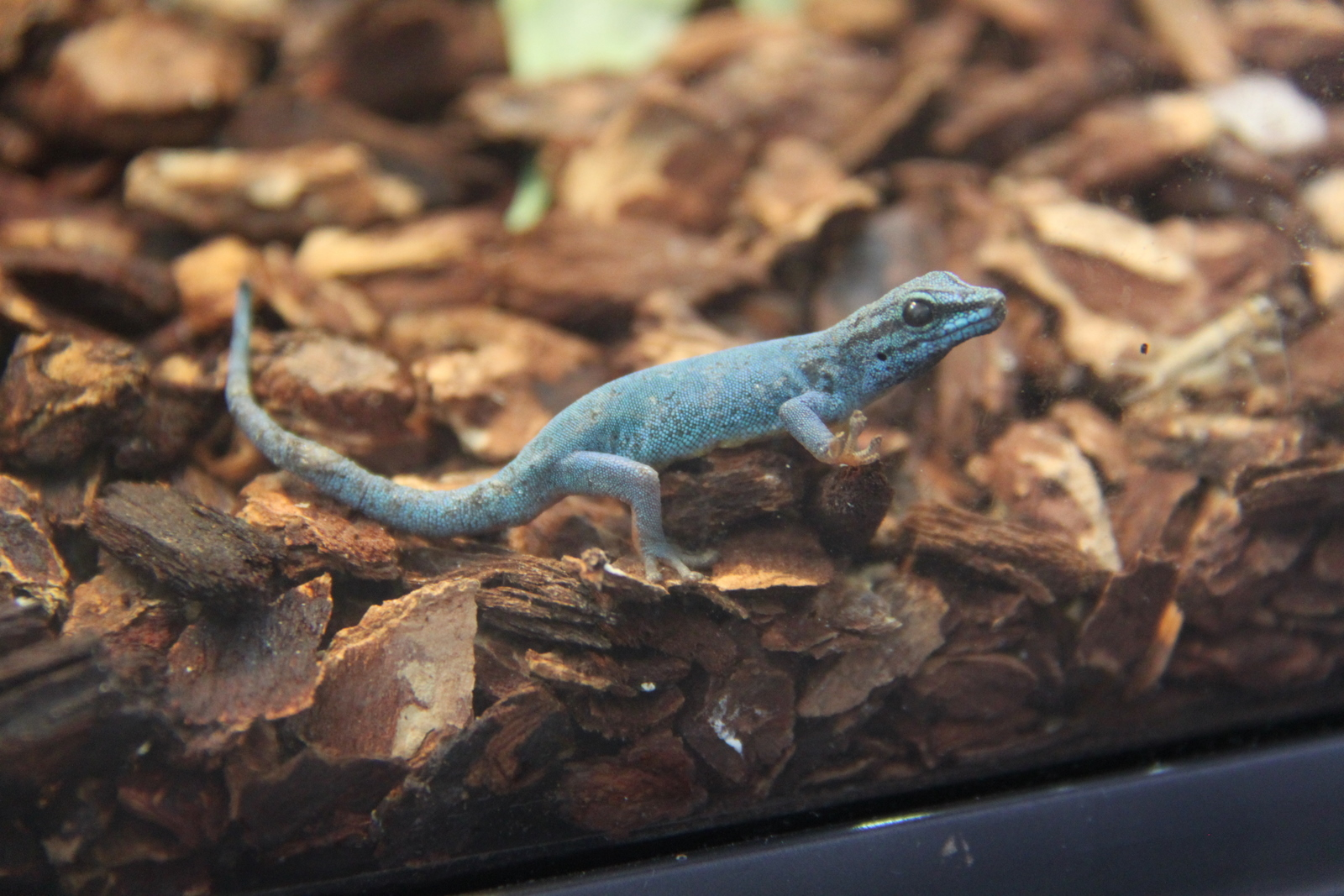
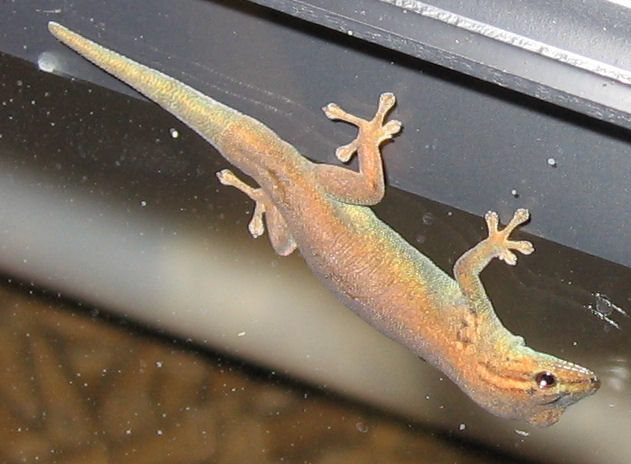